# William Randall Thompson
William Randall Thompson (* 30. Juli 1946) ist ein US-amerikanischer Politikwissenschaftler und emeritierter Professor der Indiana University Bloomington. und Außerordentlicher Professor an der University of Washington. Sein Fachgebiet sind die Internationalen Beziehungen. 2005/06 amtierte er als Präsident der International Studies Association (ISA).
Thompson machte alle akademischen Abschlüsse an der University of Washington: Bachelor 1968, Master 1969 und Ph.D. 1972.
Seine Forschungsinteressen gelten den Theorien der internationalen Beziehungen, internationalen Konflikten und der Internationalen politischen Ökonomie. Ein Schwerpunkt seiner Arbeit liegt auf langfristigen historisch-strukturellen Veränderungen, dem Aufstieg und Fall von Großmächten, langen wirtschaftlichen Wellen und deren Folgen sowie den Auswirkungen von Kriegen.

## Schriften (Auswahl)
- Mit William R. Thompson: Transition scenarios. China and the United States in the twenty-first century.  University of Chicago Press, Chicago 2013, ISBN 9780226040332.
- Mit Karen Rasler und Sumit Ganguly: How rivalries end. University of Pennsylvania Press, Philadelphia 2013, ISBN 9780812244984.
- Mit Michael P. Colaresi und Karen Rasler: Strategic rivalries in world politics. Position, space and conflict escalation. Cambridge University Press, Cambridge 2007, ISBN 9780521881340.
- Mit Karen Rasler: Puzzles of the democratic peace. Theory, geopolitics, and the transformation of world politics. Palgrave Macmillan, New York 2005, ISBN 1403968233.